# Christian Reuter (Schriftsteller)

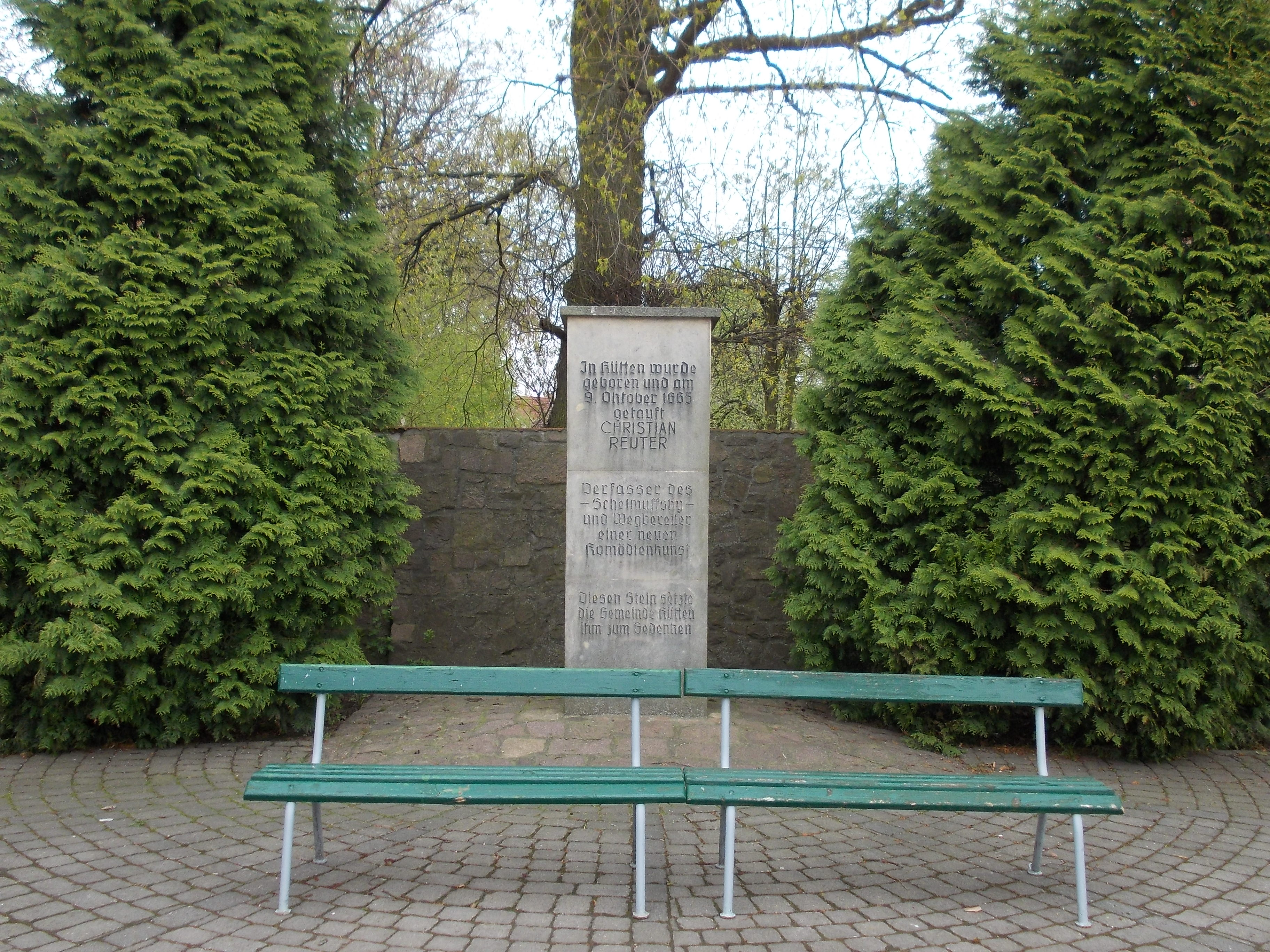
Reuterdenkmal in seinem Heimatdorf Kütten

Christian Reuter (* 9. Oktober 1665 [Taufe] in Kütten bei Halle (Saale); † nach 1712) war ein satirischer deutscher Schriftsteller des Barocks und Schöpfer der literarischen Figur Schelmuffsky.

## Leben
Christian Reuter wurde 1665 als achtes von neun Kindern in Kütten geboren. Seine Familie war mütterlicherseits ursprünglich recht angesehen: Ein Urgroßvater war Bürgermeister in Zörbig bei Halle gewesen. Der väterliche Stamm lässt sich zwar seit Anfang des 16. Jahrhunderts nachweisen, der Bauernhof hatte jedoch in den Wirren des Dreißigjährigen Krieges an Wohlstand eingebüßt. Urkundlich belegt ist die Taufe am 9. Oktober. Nach dem frühen Tod des Vaters Stephan Reuter 1683 fielen sowohl die Bewirtschaftung der Güter als auch die Erziehung allein der Mutter zu, wobei alle ihre Kinder außer Christian, dem der Schulbesuch ermöglicht wurde, auch bei der Bewirtschaftung helfen mussten.
Mit 20 Jahren besuchte Reuter immer noch das Domgymnasium in Merseburg. 1688 gelang es ihm, nach der Bewilligung eines Stipendiums, an der Universität Leipzig ein juristisches Studium aufzunehmen. Währenddessen erhielt er zeitweise Unterstützung durch den Magistrat der Stadt Zörbig, der ihm nach dem Abschluss ein Amt in Aussicht stellte. In Leipzig verbrachte er jedoch weniger Zeit bei den Vorlesungen als beim Besuch von Gaststätten und Theateraufführungen. So ist zu erklären, dass er sein Studium auf 20 Semester ausdehnte.
Es wurden oft Komödien von Molière aufgeführt, und nach Wolfram Krömer übten diese und auch die Commedia dell’arte einen Einfluss auf Reuters späteres eigenes Schaffen aus. Aber auch die Dramen Christian Weises beeinflussten sein Werk.
1693 schloss Reuter Freundschaft mit seinem Kommilitonen Johann Grel, mit dem ihn die Liebe zum Theater und zu den Gasthäusern inklusive Trinkgelagen und Raufereien verband. Ein Jahr darauf zogen sie in den Gasthof „Zum roten Löwen“. Die Rachegelüste gegenüber dessen Wirtin Anna Rosine Müller, die sie nach langen Streitereien wegen ausstehender Zahlungen kurzerhand auf die Straße setzte, und deren literarische Umsetzung gaben erste Anstöße für sein weiteres dichterisches Schaffen (siehe dazu den folgenden Abschnitt).
1700 ging Reuter nach Dresden, wo ihn der sächsische Kammerherr von Seyfferditz zu seinem Sekretär machte und wo er eine letzte Komödie Graf Ehrenfried verfasste, in deren Mittelpunkt die Karikatur eines real existierenden, am Dresdner Hof bekannten Grafen steht.
Doch er blieb nicht lang in Dresden. 1703 taucht sein Name auf einer Liste von Dichtern am Hofe von Friedrich I. in Berlin auf, wo er sich als Gelegenheitsdichter durchschlug. Letztmals war Reuter am 11. August 1712 in einer kirchlichen Urkunde namhaft: Er ließ in der Berliner Schlossgemeinde einen Sohn taufen.

## Die Schlampampe-Fehde
Im Stil von Molières Die lächerlichen Preziösen schuf Reuter ein Stück, das die gesamte Familie Müller der Lächerlichkeit preisgeben sollte. Im Oktober 1695 erschien seine erste Komödie L’honnéte femme oder Die ehrliche Frau zu Pliszine unter dem Pseudonym Hilarius. Neben der Hauptfigur, der Frau Schlampampe, hier Wirtin des Lokals „Zum göldenen Maulaffen“, spielte bereits der Held Schelmuffsky eine Rolle, wohinter sich der angeberische und großsprecherische Sohn der Wirtin Müller verbirgt.
Nicht einmal deren Tod konnte Reuters Angriffe beenden. Nach 1696 schrieb er trotz gerichtlicher Klagen der Familie Müller, trotz Schreibverbots, Karzer und Ausschluss von der Universität weiter, es erschien sogar ein Drama, das Krankheit und Tod der Wirtin thematisiert: Der ehrlichen Frau Schlampampe Krankheit und Tod; danach erschienen noch Letztes Denck- und Ehren-Mahl der weyland gewesenen Ehrlichen Frau Schlampampe und die Oper Seigneur Schelmuffsky.

## Schelmuffsky

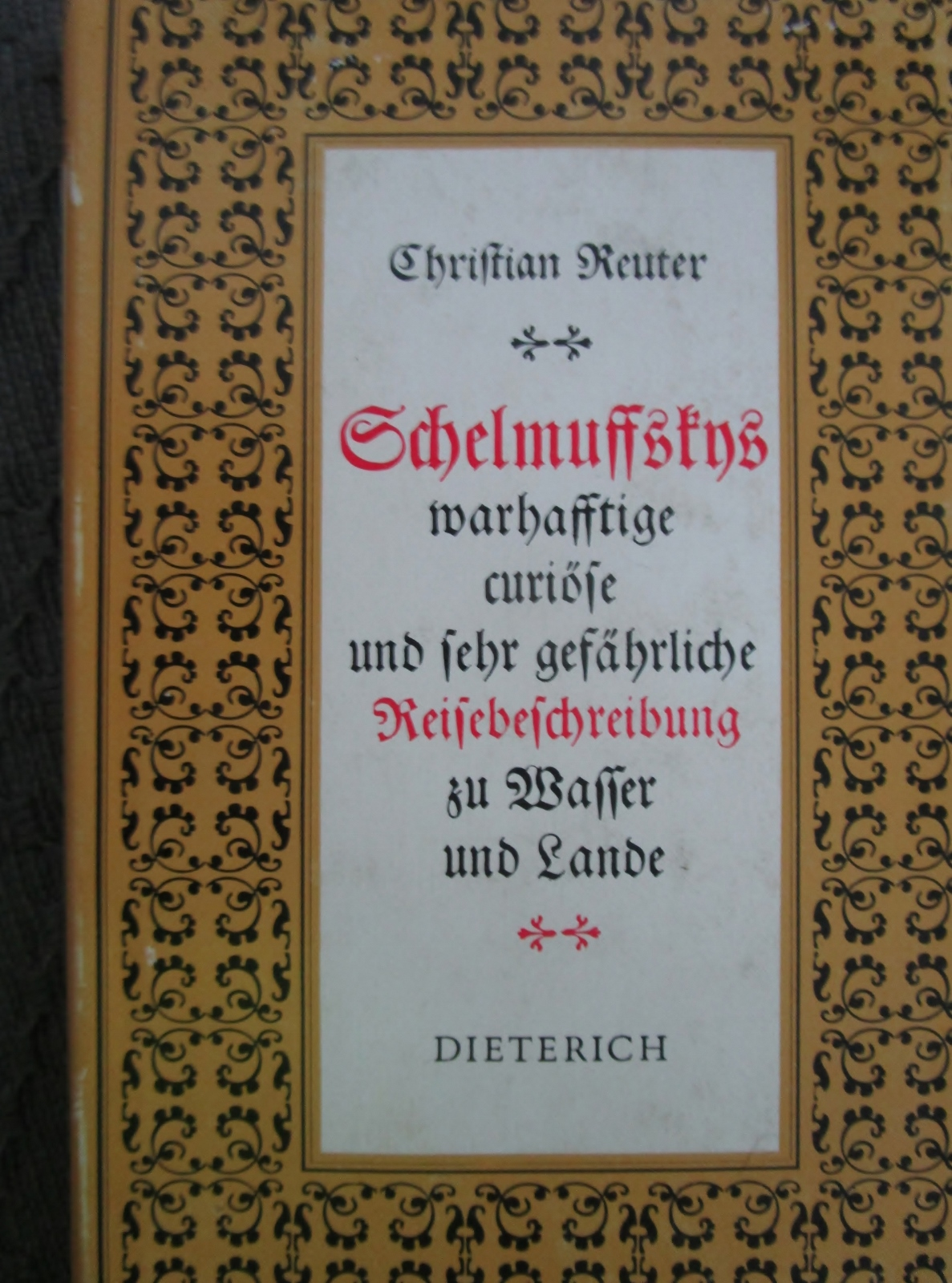
Buchcover Schelmuffsky

Schelmuffsky ist dem ältesten Sohn der Wirtin Anna Rosine Müller aus Leipzig nachgebildet und Ich-Erzähler des gleichnamigen Romans in Form einer Reisebeschreibung. Der Erzähler ist eine Art Kamera, die Eindrücke ungefiltert wiedergibt. Auf diese Weise charakterisiert er sich selbst, ohne sich dessen bewusst zu sein, indem er im Wesentlichen vom Fressen, Saufen und Sichübergeben berichtet. Gleichzeitig gibt er höfische Formen und Feste, Galanterie und die damals übliche maßlose Übertreibung in den vermehrt aufkommenden Reisebeschreibungen der Lächerlichkeit preis. Bestimmend für den Fortgang der Handlung sind die „Rattenepisode“ und die ständige Wiederholung der Redewendungen „der Tebel hohlmer“, „ey sapperment“ und „daß ich ein brav Kerl war und daß was grosses hinter mir stecken mußte“. Der erste Teil erschien 1696 und 1697 in zwei Fassungen, der zweite Teil 1697.

## Wirkung
Christian Reuter war als Literat nur am Berliner Hof um 1703 namhaft. Dort fiel er der germanistischen Forschung als Gelegenheitsdichter ohne Niveau auf. Alle anderen Werke erschienen unter verschiedenen Pseudonymen, sodass Reuters Autorschaft erst erschlossen werden musste.
Die Germanistik bestreitet jede zeitgenössische Wirkung des Schelmuffsky-Romans, wobei zu berücksichtigen ist, dass historische Auflagen bisweilen ausgesprochen klein waren und der Schelmuffsky auf den päpstlichen Index gesetzt worden war. Außer einem begrenzten lokalen Interesse lässt sich zu Reuters Lebzeiten keine weitere Rezeption nachweisen.
Im 18. Jahrhundert war Georg Christoph Lichtenberg im Besitz einer der wenigen erhaltenen Schelmuffsky-Ausgaben und Gottfried August Bürger nahm die maßlosen Übertreibungen als Vorlage für seine Münchhausen-Geschichten. Auf Anregung der Brüder Grimm gab es 1817 den ersten vollständigen Neudruck des Werkes, sodass die Romantiker um Clemens Brentano sich davon „hinreißen“ lassen konnten. Letzterer formulierte bereits 1811 in seiner scherzhaften Abhandlung Der Philister vor, in und nach der Geschichte als These: „Es giebt mir keine schärfere Probe der Philisterei, als das Nichtverstehen, nicht Bewundern der unbegreiflich reichen und vollkommenen Erfindung, und der äußerst kunstreichen Ausführung in Herrn von Schelmuffskys Reise zu Wasser und zu Lande. Wer dies Buch ließt, ohne auf irgend eine Art hingerissen zu werden, ist ein Philister, und kömmt sicher selbst darin vor.“
Erst 1884 gelang es dem Leipziger Germanisten Friedrich Zarncke, die Person Christian Reuter als Autor verschiedener Werke endgültig zu bestimmen und biografische Daten über ihn zusammenzutragen.
Der Literaturwissenschaftler Georg Ellinger, der Reuters Lustspiele 1890 neu herausgab, urteilte in seiner Einleitung: „Die beiden Komödien Christian Reuters verdienen eine Wiederbelebung, weil sie das Beste repräsentieren, was die deutsche Dichtung um die Wende des siebzehnten und achtzehnten Jahrhunderts auf dem Gebiet des Lustspiels geleistet hat. Sie gewinnen weiter eine besondere Bedeutung dadurch, dass aus ihnen die genialste humoristische Erzählung des siebzehnten Jahrhunderts herausgewachsen ist … die wirkungsvolle Gestalt des Schelmuffsky …“
Auf seiner Skandinavienreise im Sommer 1930 bezeichnete sich Walter Benjamin auf einer Ansichtskarte an Gretel Karpus als „Nachfahre Schelmuffskys“.
Im 20. Jahrhundert hat Günter Grass dem Schelmuffsky-Roman mehrfach die Reverenz erwiesen, namentlich in seinem Erstlingsroman Die Blechtrommel und im Roman Die Rättin.

## Ehrungen
Zu Ehren Reuters ließ die Gemeinde Kütten im Jahr 1937 einen Gedenkstein errichten, der mitten im Dorf in der Nähe der Kirche auf dem Christian-Reuter-Platz steht. Ebenso gibt es im Dorf eine Schelmuffsky-Straße.
Der örtliche Heimatverein kümmert sich um das Andenken von Reuter und vertreibt einen Kräuterschnaps unter dem Namen „Schelmuffskys Reise-Elixier“.

## Werke
- 1695: L’honnête femme oder Die Ehrliche Frau zu Plißine/ in Einem Lust-Spiele vorgestellet und aus dem Franzöischen übersetzet von HILARIO. Plißine/ Gedruckt in diesem Jahre. (Digitalisat und Volltext im Deutschen Textarchiv)
- 1696: Der ehrlichen Frau Schlampampe Krankheit und Tod. (Google Books)
- o. J. (1696?): Le Jouvenceau Charmant Seigneur Schelmuffsky et l’Hônnete Femme Schlampampe
- 1696/97: Schelmuffskys warhafftige curiöse und sehr gefährliche Reisebeschreibung zu Wasser und Lande (Projekt Gutenberg) (Google Books)
  - Schelmuffsky. Translated by Wayne Wonderley. Chapel Hill: The University of North Carolina Press (1962), University of North Carolina Studies in the Germanic Languages and Literatures, Number Thirty-Three. (Open Access)
- 1697: Letztes Denck- und Ehren-Mahl der weyland gewesenen Ehrlichen Frau Schlampampe in einer Bedächtnüß-Sermone aufgerichtet von Herrn Bergen.
- 1700: Graf Ehrenfried, in einem Lust-Spiele (Digitalisat und Volltext im Deutschen Textarchiv)
- 1703: Die Frolockende Spree (Gelegenheitsgedicht zu Ehren König Friedrich I. von Preußen)
- 1705: Das glückseelige Brandenburg
- 1708: Die Unbeständig-Beständige Spree-Schäferin Miramis
- 1708: Paßions-Gedancken über die Histore von dem Bittern Leiden und Sterben Unsers Herrn und Heylandes Jesu Christi (Oratorium, Musik von Johann Theile)
- Mars und Irene.
- 1965 und 1980: Christian Reuters Werke in einem Band. Herausgegeben von Günter Jäckel. Aufbau, Berlin